# Carol Moseley Braun
Carol Moseley Braun (født 16. august 1947) var en amerikansk politiker og sagfører som repræsenterede staten Illinois i USAs Senat fra 1993 til 1999. Hun var den førsteafroamerikanske kvinde som blev valgt til det amerikanske senat.